# Сполас

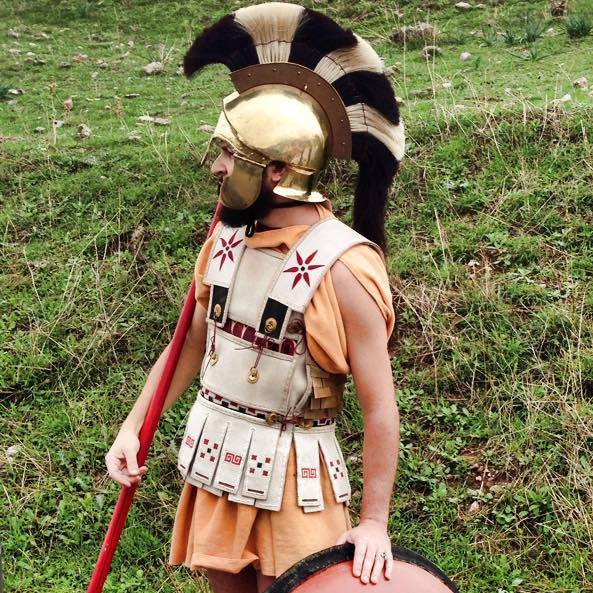
Давньогрецький гопліт у шкіряному споласі. Сучасна реконструкція

Сполас (грец. σπολάς) — давньогрецький та давньомакедонський панцир, іноді його ототожнюють з лінотораксом. Уживався гіпаспістами — допоміжними піхотинцями важкої кінноти у давньомакедонській армії. Припускають, що матеріалом для нього слугувало виварене у соляному розчині або проклеєне у кілька шарів лляне полотно. Інший варіант — шкіряний панцир. Використовування споласа уможливлювало зробити спорядження піхотинця легшим, у порівнянні з носінням бронзової кіраси.

## Джерело
- Nicholas Sekunda: The Ancient Greeks. Armies of Class. Greece 5th and 4th Centuries BC (= Osprey Military. Elite Series. 7). Osprey Publishing, London 1986, ISBN 0-85045-686-X, S. 14.